# Escalles
Escalles es una comuna francesa situada en el departamento de Paso de Calais, en la región Alta Francia.

## Demografía
| 216 | 199 | 149 | 286 | 320 | 321 | 222 |
| Para los censos de 1962 a 1999 la población legal corresponde a la población sin duplicidades (Fuente: INSEE [Consultar]) |     |     |     |     |     |     |